# Championnat des Seychelles de football 2010
Navigation
Saison précédente Saison suivante
La saison 2010 de Barclays First Division est la trente-et-unième édition de la première division seychelloise. Les huit meilleures équipes du pays s'affrontent en matchs aller et retour au sein d'une poule unique. À la fin du championnat, le dernier du championnat est relégué tandis que l'avant-dernier doit disputer un barrage de promotion-relégation face au 2e de D2. Finalement, après ce barrage, la fédération décide d'élargir le championnat à 10 équipes; la relégation de Saint-Roch United est annulée et Northern Glacis (qui a perdu le barrage de promotion-relégation) accède finalement à la première division.
C'est le club de Saint-Michel United qui a été sacré champion des Seychelles pour la neuvième fois de son histoire. Le club termine en tête du classement final du championnat, avec dix points d'avance sur le tenant du titre La Passe FC.
Saint-Michel United se qualifie pour la Ligue des champions de la CAF 2011.

## Les équipes participantes
| - Anse Réunion FC - Saint Michel United FC - La Passe FC - Saint Louis Suns FC | - Northern Dynamo (Glacis) - Light Stars FC - Saint Roch United (Bel Ombre) - Promu de D2 - Saint Francis (Baie Lazare) - Promu de D2 |

## Classement
Le classement est établi sur le barème de points classique (victoire à 3 points, match nul à 1, défaite à 0).
| Rang | Équipe                          | Pts | J  | G  | N | P  | Bp | Bc | Diff |
| ---- | ------------------------------- | --- | -- | -- | - | -- | -- | -- | ---- |
| 1    | Saint Michel United FC          | 54  | 21 | 17 | 3 | 1  | 52 | 11 | +41  |
| 2    | La Passe FC T                   | 44  | 21 | 14 | 2 | 5  | 46 | 14 | +32  |
| 3    | Anse Réunion FC                 | 34  | 21 | 10 | 4 | 7  | 42 | 37 | +5   |
| 4    | Saint-Louis Suns United C       | 33  | 21 | 9  | 6 | 6  | 34 | 24 | +10  |
| 5    | Light Stars FC                  | 23  | 21 | 6  | 5 | 10 | 20 | 37 | -17  |
| 6    | Saint Francis (Baie Lazare) P   | 21  | 21 | 5  | 6 | 10 | 16 | 39 | -23  |
| 7    | Northern Dynamo (Glacis)        | 19  | 21 | 5  | 4 | 12 | 27 | 35 | -8   |
| 8    | Saint Roch United (Bel Ombre) P | 8   | 21 | 2  | 2 | 17 | 23 | 63 | -40  |

| Légende : Qualifications et relégations | Légende : Qualifications et relégations                                                           |
| --------------------------------------- | ------------------------------------------------------------------------------------------------- |
|                                         | Qualification pour la Ligue des champions de la CAF 2011                                          |
|                                         | Qualification pour la Coupe des clubs champions de l'océan Indien 2011                            |
|                                         | Participation au barrage de promotion-relégation                                                  |
|                                         | Relégation directe en deuxième division                                                           |
|                                         | (T) : Tenant du titre (P) : Promu de deuxième division (C) : Vainqueur de la Coupe des Seychelles |

### Barrages Promotion/Relégation
L'avant-dernier de première division doit affronter le second de deuxième division pour une place en D1.
| Équipe 1                 | Résultat | Équipe 2                 |
| ------------------------ | -------- | ------------------------ |
| Northern Dynamo (Glacis) | 5 - 3    | The Lions (Cascade) (D2) |

- Northern Dynamo réussit à conserver sa place en D1.

## Bilan de la saison
| Championnat des Seychelles de football 2010      |                                |
| Champion                                         | Saint-Michel United (9e titre) |
| Coupes et trophées                               |                                |
| Vainqueur de la Coupe des Seychelles 2010        | Saint-Louis Suns United        |
| Qualifications continentales                     |                                |
| Ligue des champions de la CAF 2011               | Saint-Michel United            |
| Coupe des clubs champions de l'océan Indien 2011 | Saint-Louis Suns United        |
| Promotions et relégations                        |                                |
| Promus en Barclays First Division                | Côte d'Or FC                   |
| Promus en Barclays First Division                | The Lions Cascades FC          |
| Relégués en Division Two                         | Aucun                          |